# Zeehavengebied (Dordrecht)

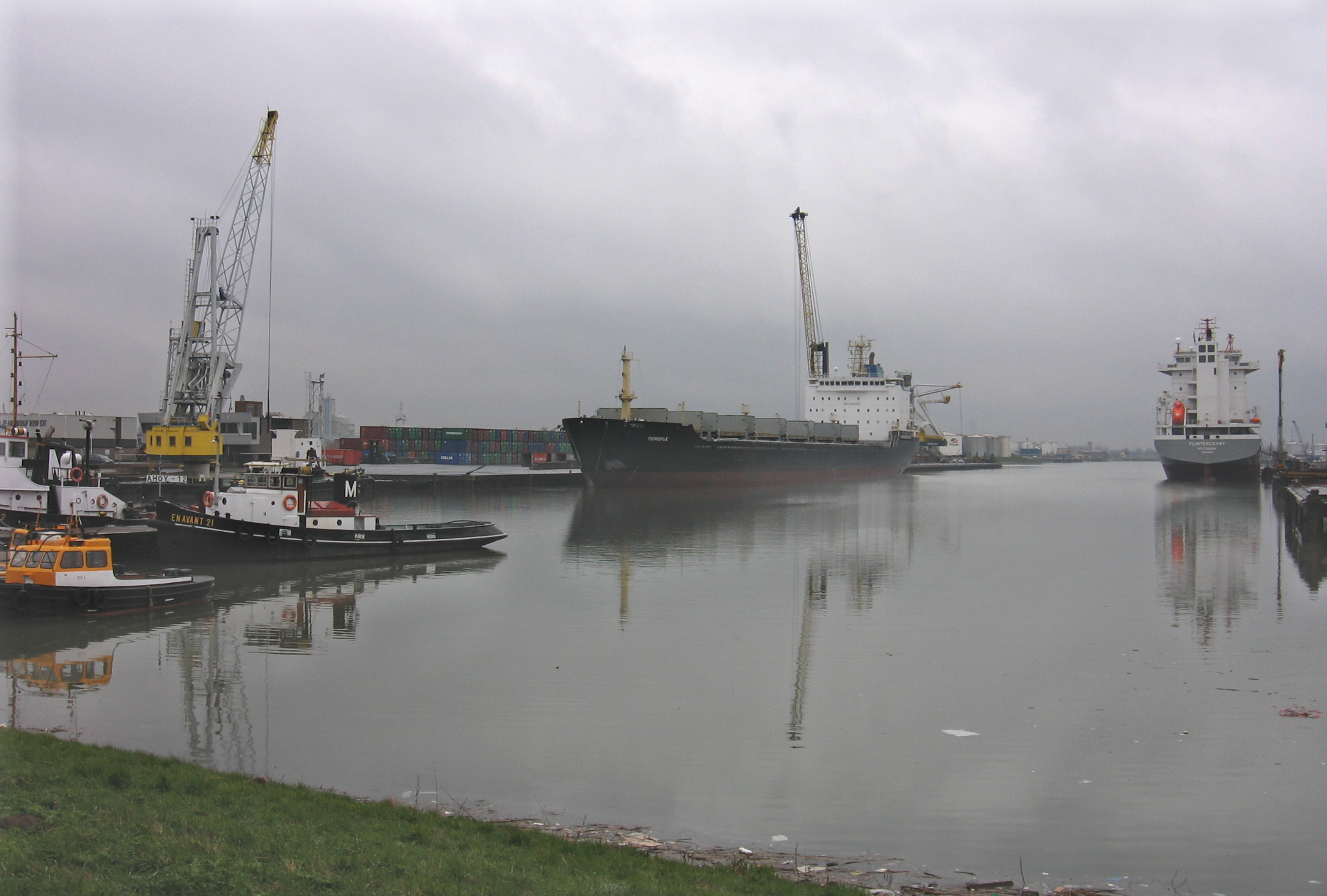
Zeehavengebied (Malle Gat)

Het Zeehavengebied is naast het Merwedehavengebied het belangrijkste binnenhavengebied van de stad Dordrecht, in de Nederlandse provincie Zuid-Holland. Het Zeehavengebied heeft een bruto oppervlakte van 216 ha en werd in de jaren vijftig ontwikkeld. Het gebied is gelegen op het kruispunt van de Oude Maas en de Dordtse Kil.
Men onderscheidt de volgende havens:
- Julianahaven, drie insteekhavens (86 ha bruto)
  - Bassin 1: wordt gebruikt voor de afhandeling van chemicaliën en olie. Vopak Nederland heeft een grote opslagterminal met een capaciteit van 250.000 m3. De terminal heeft 5 aanlegsteigers waar zeeschepen kunnen aanmeren.
  - Bassin 2: twee aanlegsteigers voor zand en grint
  - Bassin 3: wordt gebruikt door onder andere Silo Dordrecht
- Wilhelminahaven, een insteekhaven (48 ha bruto)
- Malle Gat (Krabbegors en Krabbepolder) met twee insteekhavens (82 ha)